# Aéroport de Cranbrook/Rocheuses canadiennes
L'aéroport de Cranbrook/Rocheuses canadiennes (code IATA : YXC • code OACI : CYXC) est un aéroport international situé à 5 km au nord de Cranbrook en Colombie-Britannique et à 20 km au sud-est de Kimberley dans les Rocheuses canadiennes.

## Statistiques
Pour des raisons techniques, il est temporairement impossible d'afficher le graphique qui aurait dû être présenté ici.

Voir la requête brute et les sources sur Wikidata.

## Compagnies aériennes et destinations
| Compagnies         | Destinations       |
| ------------------ | ------------------ |
| Air Canada Express | Vancouver          |
| WestJet Encore     | Calgary, Vancouver |

Edité le 10/04/2025

## Accidents
Le 11 février 1978 Vol 314, Pacific Western Airlines 737-200 sur un vol régulier d'Edmonton à Calgary s'est écrasé à l'aéroport de Cranbrook. L'avion s'est écrasé après que des inverseurs de poussée n'aient pas entièrement rétractés à la suite d'un atterrissage en cherchant à éviter un chasse-neige. Le crash a tué 42 des 49 personnes à bord,.

## Photos

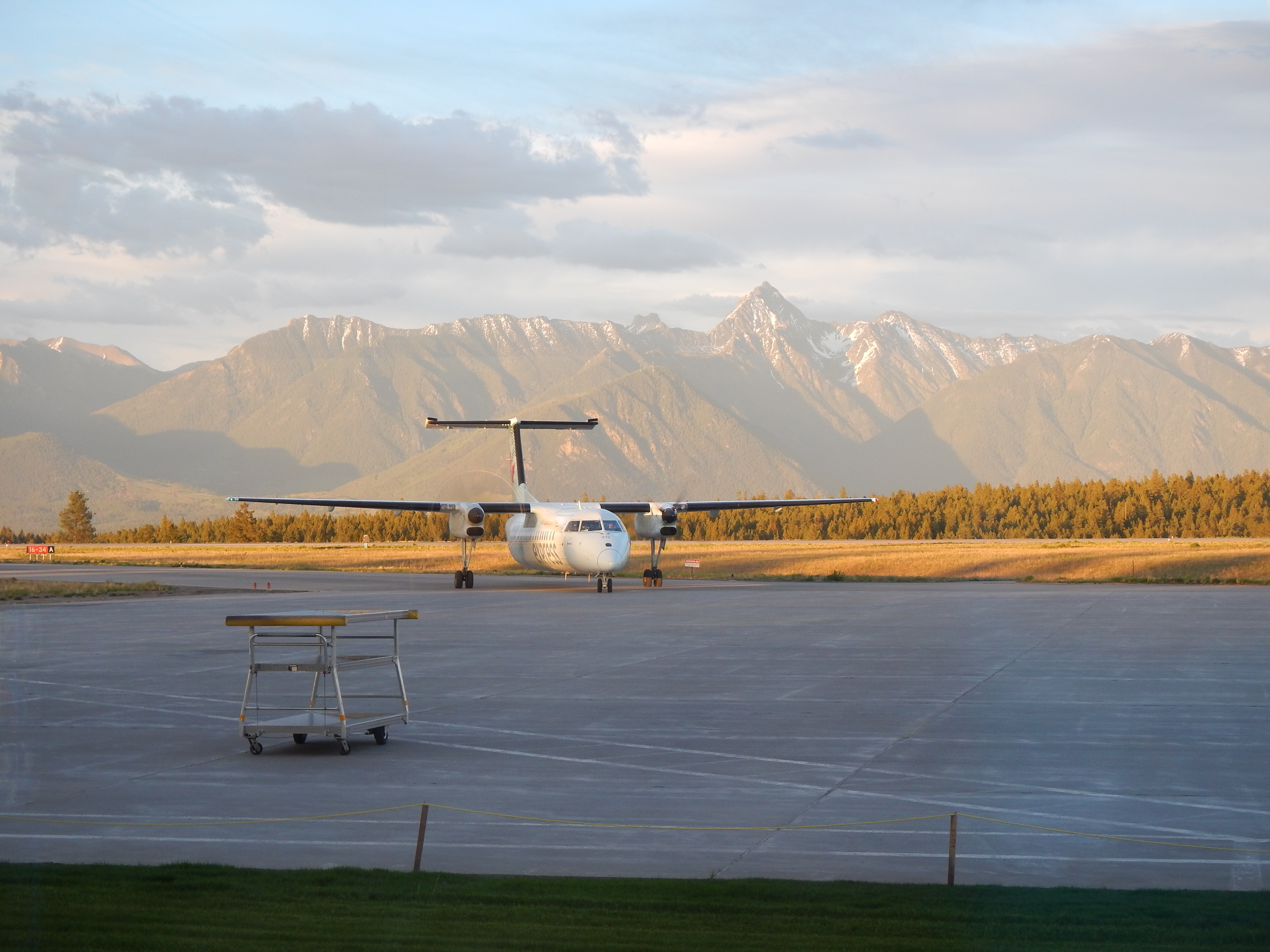
Air Canada Express Dash 8-Q300 le roulage jusqu'à la terminale
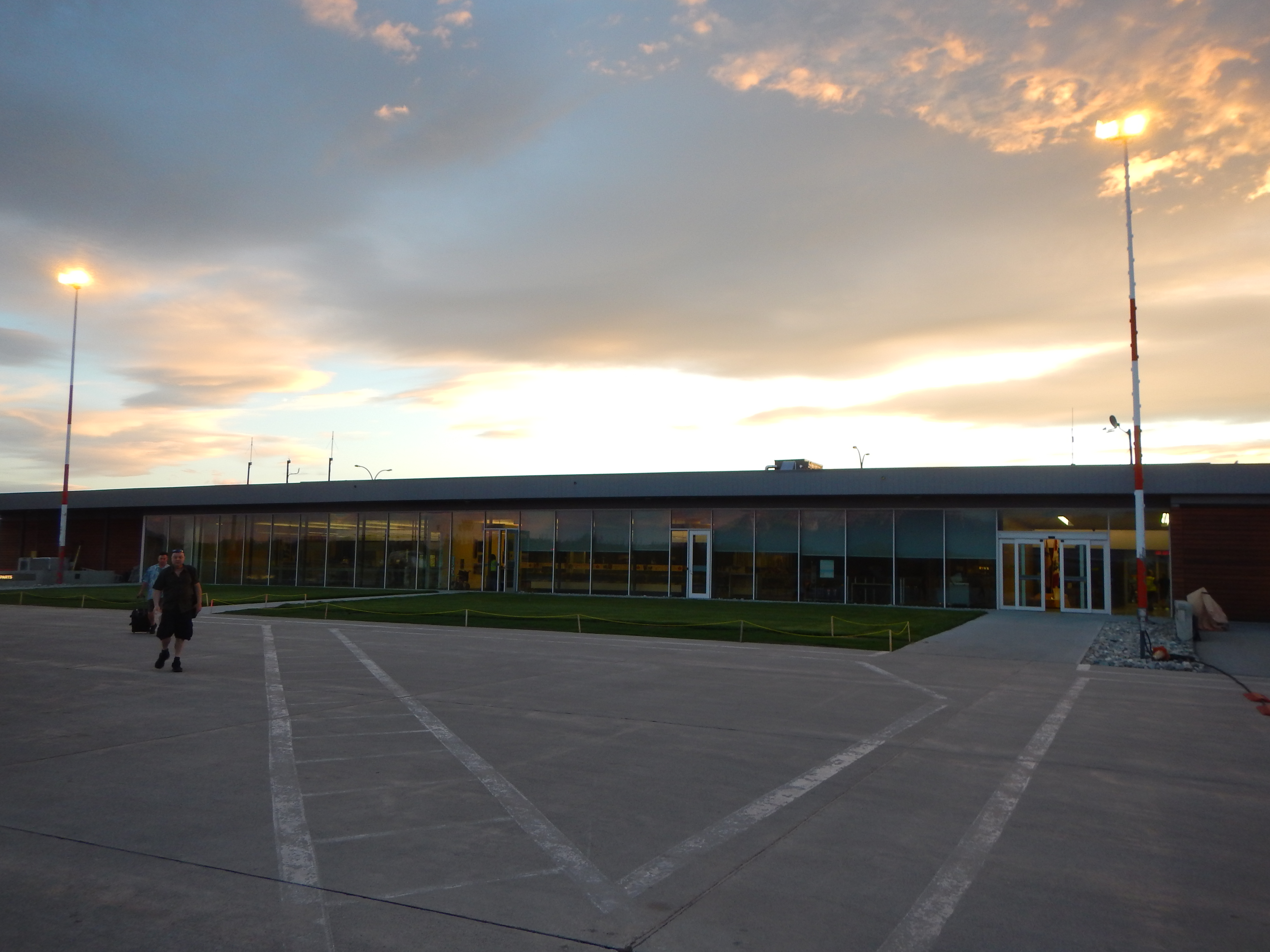
La partie principale du terminal
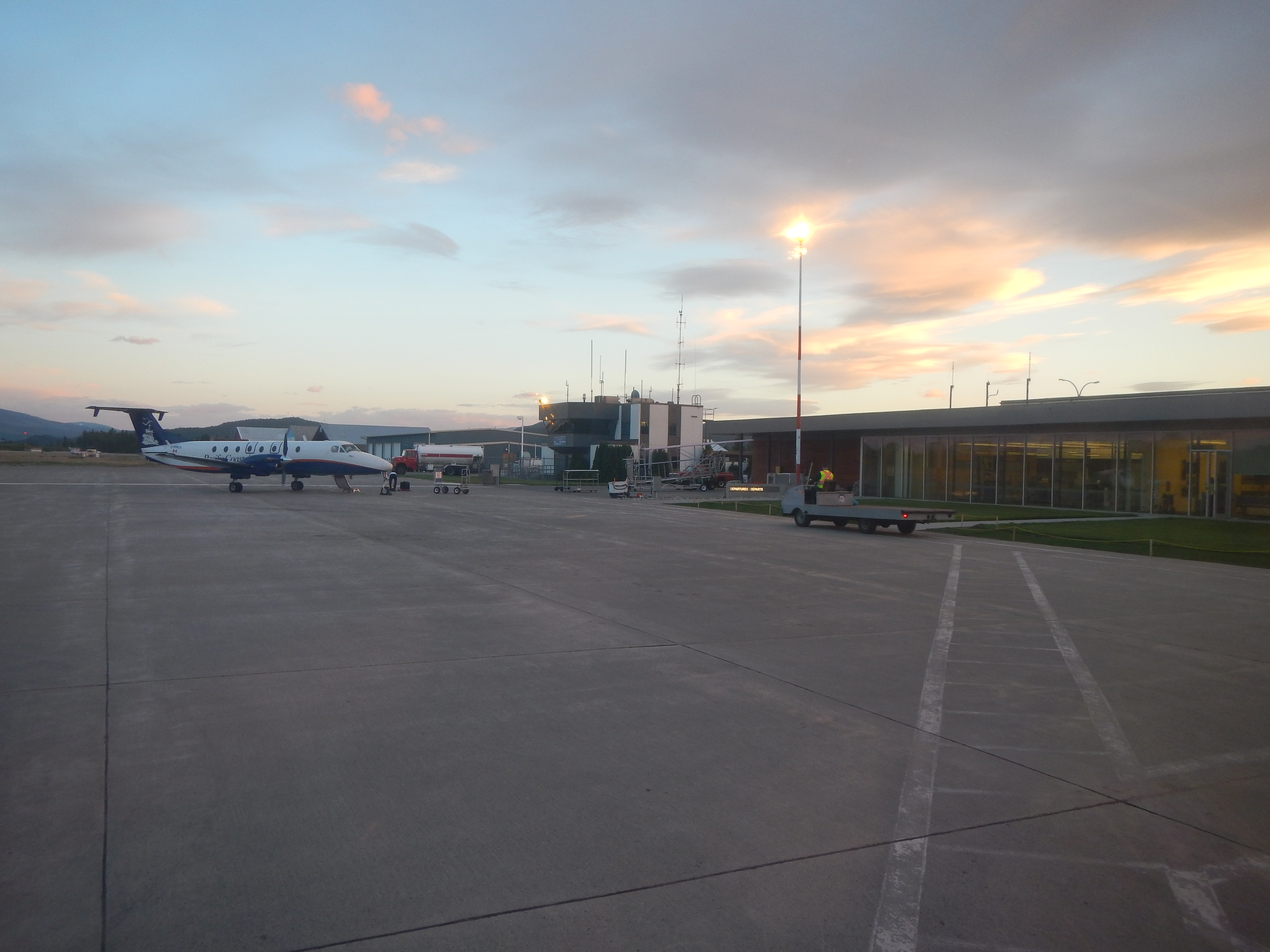
La tour
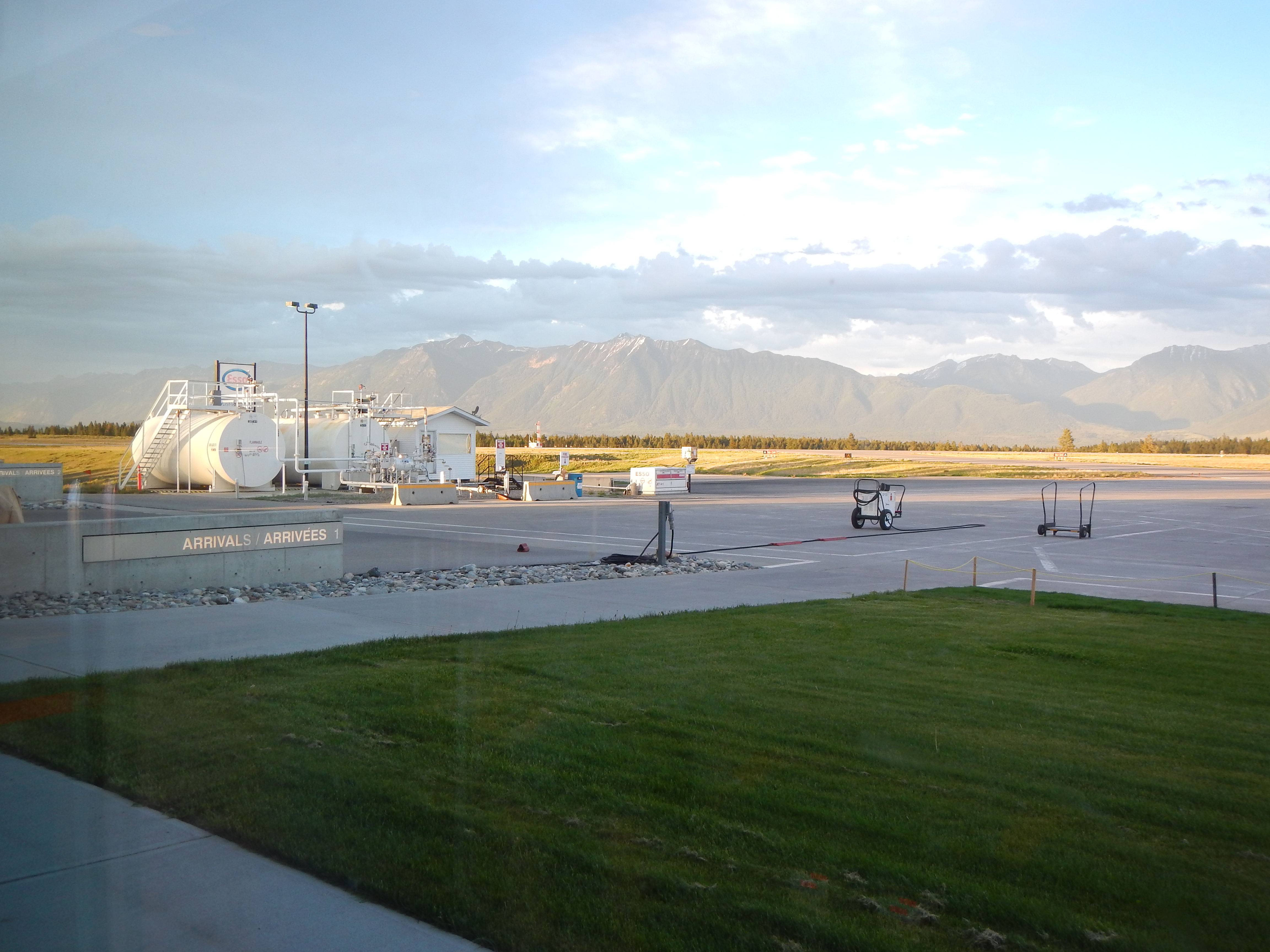
De carburant à l'aéroport